# Clàssica Corsica
La Clàssica Corsica és una cursa ciclista d'un sol dia que es disputa per les carreteres de Còrsega. Es va crear el 2015, ja formant part de l'UCI Europa Tour.

## Palmarès
| Any  | Vencedor      | Segon          | Tercer        |
| ---- | ------------- | -------------- | ------------- |
| 2015 | Thomas Boudat | Shane Archbold | Daniele Ratto |